# Mehmet Ali Yalım
Mehmet Ali Yalım (Kars, 1º aprile 1929 – Ankara, 28 gennaio 1992) è stato un cestista turco.

## Carriera
Ha giocato nella squadra dell'Kara Harp Okulu, l'Accademia Militare turca. Con la Turchia ha disputato le Olimpiadi 1952 (22º posto). Ha inoltre preso parte agli Europei 1949 (4º posto), agli Europei 1951 (6º posto) e agli Europei 1955 (11º posto). Vanta 61 presenze in Nazionale.